# 환경 교육
환경 교육(environmental education, EE)은 자연 환경이 어떻게 기능하는지, 특히 인간이 지속 가능한 삶을 살기 위해 행동과 생태계를 관리하는 방법을 가르치기 위한 조직적인 노력을 의미한다. 생물학, 화학, 물리학, 생태학, 지구과학, 대기과학, 수학, 지리학 등의 학문이 통합된 학제간 연구 분야이다.
유네스코(유엔교육과학문화기구)는 EE가 사회에 자연에 대한 존중을 심어주고 대중의 환경 인식을 향상시키는 데 필수적이라고 명시한다. 유네스코는 환경 보호, 빈곤 퇴치, 불평등 최소화, 지속 가능한 개발 보장을 통해 사회적 삶의 질(QOL)의 미래 글로벌 발전을 보호하는 데 있어 EE의 역할을 강조한다.
이 용어는 종종 초등교육부터 중등교육까지 학교 시스템 내의 교육을 의미한다. 그러나 여기에는 인쇄 자료, 웹사이트, 미디어 캠페인 등을 포함하여 대중 및 기타 청중을 교육하려는 모든 노력이 포함되는 경우도 있다. 전통적인 교실 밖에서 환경 교육을 가르치는 방법도 있다. 수족관, 동물원, 공원, 자연 센터에는 모두 대중에게 환경에 대해 가르칠 수 있는 방법이 있다.

## 같이 보기
- 시민과학
- 기후 변화
- 지속 가능한 발전
- 환경 보호
- 환경과학
- 환경 연구
- 삶의 질
- 유네스코
- 인권 교육